# 海姆山脊

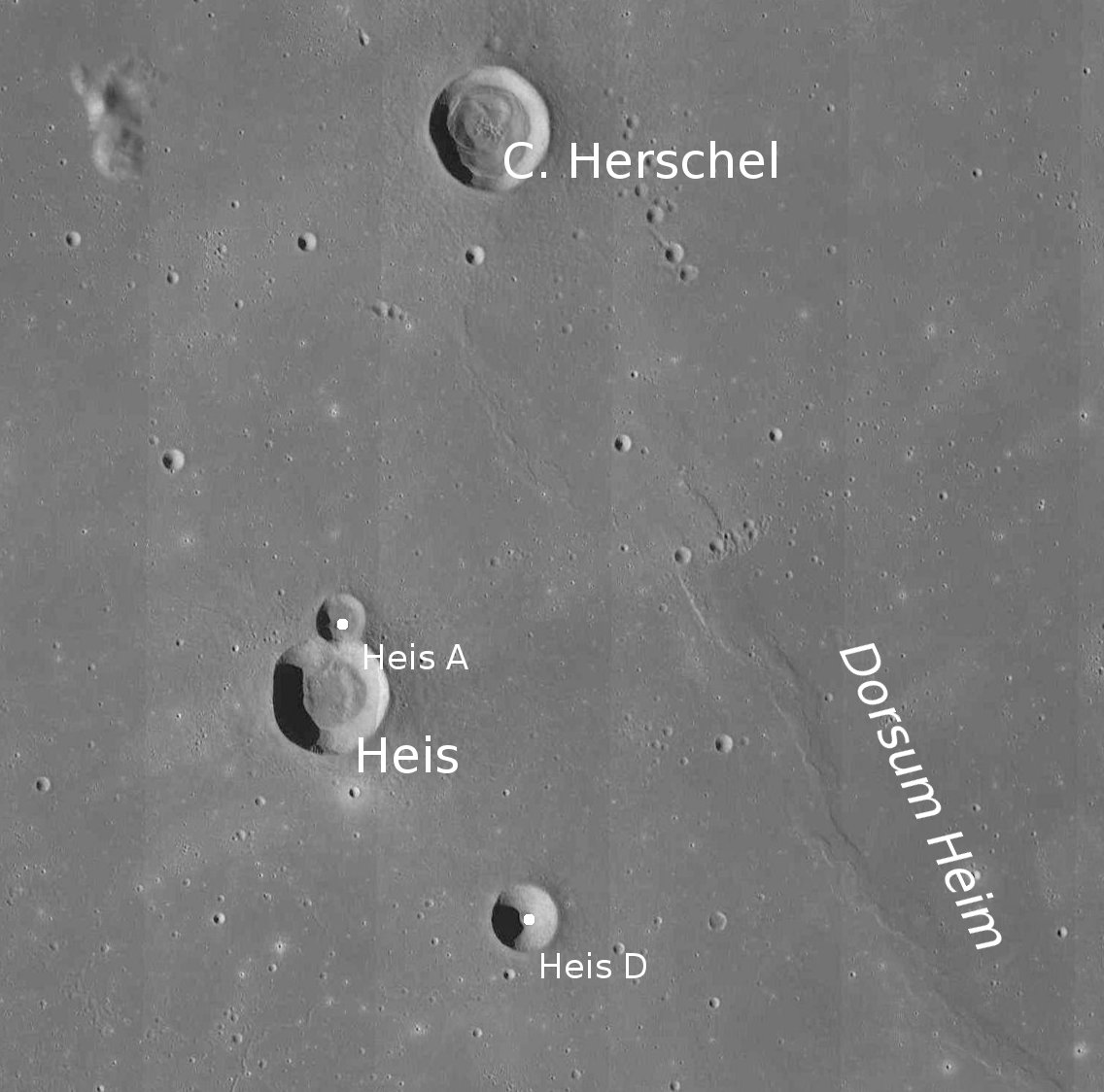
海姆山脊，西侧是卡·赫歇尔环形山和海斯陨坑。

海姆山脊(Dorsum Heim)是月球雨海中的一道皱岭，其中心月面坐标为32°00′N 29°48′W / 32.0°N 29.8°W，全长148公里，名称取自瑞士地质学家"阿尔伯特·海姆"(Albert Heim，1849年4月12日-1937年8月31日)，1976年被国际天文联合会正式批准接受。